# بني عمار (سوهاج)
قرية بني عمار هي إحدى القرى التابعة لمركز طهطا بمحافظة سوهاج في جمهورية مصر العربية. حسب إحصاءات سنة 2006، بلغ إجمالي السكان في بني عمار 4952 نسمة، منهم 2820 رجل و2132 امرأة.